# De laatste reis van meneer Van Leeuwen
De laatste reis van meneer Van Leeuwen is een Nederlandse telefilm uit 2010 van Hanro Smitsman over een dementerende man die zijn overleden vrouw achterna wil, terwijl zijn zoons het onderling niet eens zijn over zijn verzorging.

## Plot
Meneer Van Leeuwen (Frits Lambrechts), een bejaarde man met de ziekte van Alzheimer, wordt door zijn jongste zoon Nico (Mike Reus) verzorgd op de oude, vervallen boerderij. Dat vader er slecht aan toe is, probeert Nico voor iedereen verborgen te houden. Zodra de oudste zoon Ernst (Ronald Top) de toestand van zijn vader ontdekt, probeert hij hem in een verzorgingstehuis te plaatsen.
De verhouding tussen vader en zoons is sinds jaar en dag gespannen. De oorzaak komt gaandeweg het verhaal door middel van flashbacks aan het licht. In 1978 viert het nog jonge echtpaar Van Leeuwen een groot tuinfeest. Als afsluiting van het feest zal het echtpaar een ballonvaart maken.
De jonge kinderen van het echtpaar hadden graag mee gewild, maar mogen niet. Ze dagen elkaar uit om alleen de lucht in te gaan. Omdat net op dat moment de wind opsteekt en de gereedstaande heteluchtballon niet goed verankerd is, ontstaat een gevaarlijke situatie. Moeder en enkele feestgasten houden de ballon aan de grond om Nico veilig te laten uitstappen. Als daarna een windvlaag opsteekt en de ballon loskomt van de grond, blijft moeder aan het touw haken. Inmiddels meters boven de grond kan ze het touw niet langer vasthouden en valt ze naar beneden. De overblijvende gezinsleden houden hun ongenoegen tegenover elkaar stil, hoewel deze gevoelens blijven spelen. Allemaal verwijten ze elkaar het plotselinge en dramatische einde van hun moeder, wat zonder het baldadige gedrag van de zoons niet was gebeurd. 
Intussen maken de zoons volop ruzie over de bestemming van hun vader: thuis verzorgen of in een tehuis? Het lijkt alsof hij in beide situaties niet beter af is. Vader wil maar één ding: zijn vrouw achterna.
Dit wordt door de zoons aan het einde van de film geregeld. Meneer Van Leeuwen begint, in een even feestelijke stemming als tijdens het tuinfeest, in de ballon aan zijn laatste reis.

## Rolverdeling
- Frits Lambrechts: Meneer Van Leeuwen
- Ronald Top: Ernst
- Mike Reus: Nico

En vele anderen.